# Dendronephthya formosa
Dendronephthya formosa is een zachte koraalsoort uit de familie Nephtheidae. De koraalsoort komt uit het geslacht Dendronephthya. Dendronephthya formosa werd in 1908 voor het eerst wetenschappelijk beschreven door Gravier. 